# Sèira
Sèira (francès Seyre) és un municipi del Lauraguès, en el Llenguadoc, situada en el departament de l'Alta Garona, a la regió d'Occitània.